# La Finestra editrice
La Finestra editrice è una casa editrice italiana di Lavis (Trento), fondata nel 1998 da Marco Albertazzi, che pubblica testi inediti nonché edizioni critiche di opere rare, come i manoscritti degli Intronati e della Biblioteca Nazionale Centrale di Firenze.

## Storia
Il logo della Finestra è la fenice, a simbolo dell'impegno nel recupero di testi scomparsi.
La denominazione "La Finestra" prende le mosse da un passaggio dell'opera del letterato e filosofo russo Pavel Aleksandrovič Florenskij Le porte regali, laddove dice: «Una finestra è una finestra in quanto attraverso essa si diffonde il dominio della luce, e allora la stessa finestra che ci dà luce è luce, non è somigliante alla luce [...] .»
La citazione, per analogia, intende equiparare l'editore ai suoi libri e al loro contenuto o, estremizzando, alla sapienza stessa.

## Il catalogo
La Finestra editrice è specializzata nella ricostruzione filologica ed ermeneutica di testi "anticlassici" della tradizione letteraria e culturale italiana e più in generale europea, il suo catalogo (oltre 160 titoli in 14 anni di attività) è articolato in 17 collane, raggruppate in otto grandi aree tematiche:
- Medioevo - in cui figurano le "summe" già citate (ad esempio l'enciclopedica Philosophia di Guglielmo di Conches) e opere "restaurate" come L'Acerba di Cecco d'Ascoli[4] o i Documenti d'Amore di Francesco da Barberino,[5] riportate in auge dopo sette secoli di ostracismo;
- Barocco - con la specifica collana "Marino Edition" che, contro il pregiudizio antibarocco, propone l'intero corpus delle opere di Giambattista Marino;
- Settecento e Ottocento - che include una cospicua antologia leibniziana ricca di testi rari in italiano o in latino;
- Novecento - con la riscoperta di poeti come Piero Bigongiari o Arturo Onofri col suo Ciclo lirico della Terrestrità del sole[6] e, nella collana "Antologie", quella «marea di poeti obliterati dalla cultura ufficiale», definiti «gli ostaggi di Montale e Ungaretti»[senza fonte] e riproposti nella raccolta Gli Invisibili;
- Saggi - con titoli di autori moderni o contemporanei,  come Artisti toscani del primo Novecento di Alessandro Parronchi gli epistolari e carteggi di Ernst Robert Curtius, da The figurative castle di Roberta Cornelius allo studio Per la storia del problema dell'amore nel Medioevo di Pierre Rousselot o alla trilogia di Oreste Macrì;
- Quaderni - in cui la collana "Tridentum", realizzata in collaborazione con la Regione Trentino-Alto Adige, con testi poco noti, come quelli di Cesare Battisti, dei poeti Giovanni Prati e Marco Pola, di Antonio Rosmini e di Benito Mussolini;
- "Multa paucis" - collana di opere rare e inedite con la Biblioteca Nazionale Centrale di Firenze,[1] avviata nel 2005 con le ristampe anastatiche del primo grande lessico simbolico-enciclopedico europeo, i cinquecenteschi Commentaria symbolica del bresciano Antonio Ricciardi, e i cinque tomi dell'Iconologia di Cesare Ripa;[7]
- "Littera" - con alcuni testi della letteratura latina come Le satire di Giovenale e gli Epigrammi di Marziale, curate entrambe da Guido Ceronetti,[8] e della poetica secentesca come le Scintille poetiche con le Prediche quaresimali di Giacomo Lubrano.[9]